# Bruce Catton Prize
Der Bruce Catton Prize war ein Historiker-Preis der Society of American Historians, der alle zwei Jahre für das Lebenswerk in amerikanischer Geschichte verliehen wurde. Er ist nach Bruce Catton benannt und mit 2500 Dollar dotiert.

## Preisträger
- 1984 Dumas Malone
- 1986 C. Vann Woodward
- 1988 Richard B. Morris
- 1990 Henry Steele Commager
- 1992 Edmund S. Morgan
- 1994 John Hope Franklin
- 1996 Arthur M. Schlesinger
- 1998 Richard N. Current
- 2000 Bernard Bailyn
- 2002 Gerda Lerner
- 2004 David Brion Davis
- 2006 David Herbert Donald